# Wisła Warszawa
Wisła Warszawa – polska kobieca drużyna siatkarska z Warszawy utworzona w 2014 roku, będąc jedną z sekcji Fundacji Wisła Warszawa. Od 2015 roku zespół występuje w I lidze. W sezonie 2019/2020 występował w Lidze Siatkówki Kobiet, po spadku do I ligi w 2020 roku wskutek problemów finansowych zespół rozwiązano.

## Historia

### Sezon 2014/2015
Pomysł na stworzenie siatkarskiej Wisły w stolicy kraju pojawił się w momencie, gdy większość zespołów przymierzanych do gry w II lidze powoli kończyła dopinanie składów. Grzegorz Kulikowski, który wcześniej wspierał piłkarzy Polonii Warszawa, zdecydował się zainwestować również w siatkówkę. Misję budowania składu powierzył Mirosławowi Zawieraczowi, który przybył z BKS-u Aluprofu Bielsko-Biała. Skład został oparty głównie na doświadczonych zawodniczkach takich jak Magdalena Saad, Małgorzata Gogołek, Marta Lach, Anna Manikowska czy Agata Karczmarzewska-Pura. Zespół wzmocniły także siatkarki z pierwszoligowym doświadczeniem. Na początku listopada władze beniaminka zdecydowały się zakontraktować pierwszą w historii klubu siatkarkę z zagranicy. Wybór padł na reprezentantkę Jamajki, Sashalee Christlike Wallen. Jednak po dwóch miesiącach środkowa za porozumieniem stron rozwiązała swój kontrakt. W trakcie sezonu do zespołu dołączyły także Aleksandra Kruk oraz Kinga Baran. Wiślaczki bez najmniejszych problemów awansowały do wyższej klasy rozgrywkowej, notując w swoim debiutanckim sezonie 21 zwycięstw i 0 porażek. W turnieju finałowym rozgrywanym w Jarosławiu zwyciężyły kolejno z KS AZS Politechniki Śląskiej Gliwice, Bronowianką Kraków oraz PSPS Chemikiem Police. Wcześniej ze stratą setą zwyciężyły w turnieju półfinałowym w Opolu, gdzie pokonały SMS LO 2 Opole, Bronowiankę Kraków oraz E. Leclerc Orła Elbląg. Sezon zasadniczy ukończyły na pierwszej pozycji w tabeli grupy trzeciej, zaś w fazie play-off trzykrotnie pokonały NOSiR Nowy Dwór Mazowiecki.
| Skład Wisły Warszawa w sezonie 2014/2015 | Skład Wisły Warszawa w sezonie 2014/2015 | Skład Wisły Warszawa w sezonie 2014/2015 | Skład Wisły Warszawa w sezonie 2014/2015 | Skład Wisły Warszawa w sezonie 2014/2015 |
| Numer                                    | Imię i nazwisko                          | Data urodzenia                           | Wzrost                                   | Pozycja                                  |
| ---------------------------------------- | ---------------------------------------- | ---------------------------------------- | ---------------------------------------- | ---------------------------------------- |
| 1                                        | Anna Manikowska                          | 24 sierpnia 1986(dts)                    | 176                                      | rozgrywająca                             |
| 2                                        | Aleksandra Kruk                          | 29 października 1984(dts)                | 182                                      | przyjmująca                              |
| 3                                        | Katarzyna Śmieszek                       | 8 maja 1994(dts)                         | 190                                      | środkowa                                 |
| 4                                        | Małgorzata Gogołek                       | 6 sierpnia 1990(dts)                     | 183                                      | atakująca                                |
| 5                                        | Marta Lach                               | 15 maja 1978(dts)                        | 180                                      | przyjmująca                              |
| 6                                        | Olga Samul                               | 20 marca 1991(dts)                       | 174                                      | libero                                   |
| 7                                        | Fatima Piasta                            | 27 listopada 1992(dts)                   | 178                                      | rozgrywająca                             |
| 8                                        | Magdalena Saad                           | 14 maja 1985(dts)                        | 168                                      | libero                                   |
| 10                                       | Joanna Pogorzelska                       | 27 listopada 1995(dts)                   | 181                                      | środkowa                                 |
| 11                                       | Daria Pala                               | 2 września 1988(dts)                     | 177                                      | atakująca                                |
| 13                                       | Agata Karczmarzewska-Pura                | 27 czerwca 1978(dts)                     | 188                                      | przyjmująca                              |
| 14                                       | Kinga Baran                              | 29 kwietnia 1982(dts)                    | 177                                      | rozgrywająca                             |
|                                          | Sashalee Wallen                          | 8 kwietnia 1991(dts)                     | 183                                      | środkowa                                 |

### Sezon 2015/2016
Przed zmaganiami w pierwszej lidze do klubu dołączyły Marcelina Nowak ze Sparty Warszawa, Barbara Włodarczyk z ŁKS-u Commercecon Łódź, Anna Sołodkowicz z Zawiszy Sulechów oraz Monika Kutyła z Jokera Mekro Świecie. Zespół wzmocniły także siatkarki powracające z urlopów macierzyńskich: Paulina Biranowska, Monika Naczk oraz Ivana Isailović. Skład uzupełniły wychowanki PTPS-u Piła – Daria Janowicz oraz Sandra Zaczkowska. Klub pozyskał także reprezentantkę Ukrainy – Elenę Nowgorodczenko. W trakcie sezonu wobec kontuzji Anny Sołodkowicz do zespołu dołączyła Justyna Sachmacińska. W swoim historycznym sezonie na zapleczu Orlen Ligi Warszawskie Syreny zdobyły brązowy medal rozgrywek. W fazie play-off w ćwierćfinałach pokonały drużynę PSPS Chemika Police w stanie rywalizacji 2:0. W półfinałach warszawianki nie sprostały KT7 CNC Budowlanym Toruń w stosunku meczów 2:3.
Zespół po raz pierwszy w swojej historii wziął udział w Pucharze Polski, odpadając w V rundzie po porażce z Legionovią Legionowo. Po drodze wyeliminowały Nike Węgrów (II runda), Jokera Mekro Świecie (III runda) oraz KS Murowaną Goślinę (IV runda).
| Skład Wisły Warszawa w sezonie 2015/2016 | Skład Wisły Warszawa w sezonie 2015/2016 | Skład Wisły Warszawa w sezonie 2015/2016 | Skład Wisły Warszawa w sezonie 2015/2016 | Skład Wisły Warszawa w sezonie 2015/2016 |
| Numer                                    | Imię i nazwisko                          | Data urodzenia                           | Wzrost                                   | Pozycja                                  |
| ---------------------------------------- | ---------------------------------------- | ---------------------------------------- | ---------------------------------------- | ---------------------------------------- |
| 1                                        | Anna Manikowska-Wawrzyniak               | 24 sierpnia 1986(dts)                    | 176                                      | rozgrywająca                             |
| 2                                        | Daria Janowicz                           | 24 kwietnia 1995(dts)                    | 190                                      | przyjmująca                              |
| 3                                        | Ivana Isailović                          | 1 stycznia 1986(dts)                     | 185                                      | środkowa                                 |
| 4                                        | Marcelina Nowak                          | 19 lipca 1994(dts)                       | 185                                      | atakująca                                |
| 5                                        | Katarzyna Śmieszek                       | 8 maja 1994(dts)                         | 190                                      | środkowa                                 |
| 6                                        | Justyna Sachmacińska                     | 17 maja 1985(dts)                        | 185                                      | przyjmująca                              |
| 7                                        | Anna Sołodkowicz                         | 15 lutego 1984(dts)                      | 183                                      | przyjmująca                              |
| 8                                        | Magdalena Saad                           | 14 maja 1985(dts)                        | 168                                      | libero                                   |
| 9                                        | Sandra Zaczkowska                        | 30 kwietnia 1996(dts)                    | 182                                      | przyjmująca                              |
| 10                                       | Monika Kutyła                            | 17 kwietnia 1993(dts)                    | 182                                      | atakująca                                |
| 11                                       | Paulina Biranowska                       | 6 sierpnia 1985(dts)                     | 170                                      | libero                                   |
| 12                                       | Monika Naczk                             | 6 marca 1987(dts)                        | 187                                      | środkowa                                 |
| 13                                       | Elena Nowgorodczenko                     | 5 lutego 1988(dts)                       | 179                                      | rozgrywająca                             |
| 15                                       | Barbara Włodarczyk                       | 15 stycznia 1987(dts)                    | 178                                      | przyjmująca                              |

### Sezon 2016/2017
W kolejnym sezonie na zapleczu Orlen Ligi Wisła miała walczyć o najwyższe cele. W trakcie okna transferowego zespół wzmocniły wielokrotna medalistka Mistrzostw Polski Karolina Ciaszkiewicz-Lach, Marta Wellna, Katarzyna Marcyniuk, Joanna Sobczak, Kinga Hatala, Katarzyna Nadziałek oraz wracająca po przerwie spowodowanej chorobą Anna Łozowska. Podczas sezonu do drużyny prowadzonej przez Mirosława Zawieracza dołączyła Białorusinka Alena Łaziuk. Warszawskie Syreny wywiązały się z roli faworytek pierwszoligowych rozgrywek. W finale trzykrotnie nie dały szans Proximie Kraków. We wcześniejszych rundach play-off pokonując kolejno WTS Solna Wieliczka oraz Nike Węgrów. Przez rundę zasadniczą klub przeszedł jak burza, notując zaledwie jedną porażkę.
Mistrzowski tytuł wywalczony w 1. lidze dał możliwość gry o miejsce w Orlen Lidze. W spotkaniach barażowych rywalem Wisły był ostatni zespół ekstraklasy, AZS KSZO Ostrowiec Świętokrzyski. Po dwóch meczach rozegranych na boisku ostrowieckiego klubu był remis 1:1. Kolejne dwa spotkania rozegrane w Warszawie na swoją korzyść rozstrzygnął zespół AZS-u KSZO, który tym samym zamknął Wiśle drogę do elity.
W zmaganiach o Puchar Polski Wiślaczki dotarły do ćwierćfinału, gdzie przegrały z późniejszym triumfatorem, Mistrzem Polski Chemikiem Police. We wcześniejszych rundach pokonały kolejno Karpaty Krosno, NOSiR Nowy Dwór Mazowiecki, nie tracąc seta oraz Enea PTPS Piłę, po zaciętym, pięciosetowym meczu.
| Skład Wisły Warszawa w sezonie 2016/2017 | Skład Wisły Warszawa w sezonie 2016/2017 | Skład Wisły Warszawa w sezonie 2016/2017 | Skład Wisły Warszawa w sezonie 2016/2017 | Skład Wisły Warszawa w sezonie 2016/2017 |
| Numer                                    | Imię i nazwisko                          | Data urodzenia                           | Wzrost                                   | Pozycja                                  |
| ---------------------------------------- | ---------------------------------------- | ---------------------------------------- | ---------------------------------------- | ---------------------------------------- |
| 1                                        | Marta Wellna                             | 4 lipca 1988(dts)                        | 178                                      | przyjmująca                              |
| 2                                        | Daria Janowicz                           | 24 kwietnia 1995(dts)                    | 190                                      | przyjmująca                              |
| 3                                        | Alena Łaziuk                             | 24 lipca 1990(dts)                       | 184                                      | środkowa                                 |
| 5                                        | Sandra Zaczkowska                        | 30 kwietnia 1996(dts)                    | 182                                      | przyjmująca                              |
| 6                                        | Anna Łozowska                            | 17 marca 1993(dts)                       | 184                                      | środkowa                                 |
| 8                                        | Magdalena Saad                           | 14 maja 1985(dts)                        | 168                                      | libero                                   |
| 9                                        | Karolina Ciaszkiewicz-Lach               | 7 września 1979(dts)                     | 184                                      | przyjmująca                              |
| 10                                       | Katarzyna Marcyniuk                      | 25 lipca 1995(dts)                       | 182                                      | przyjmująca                              |
| 11                                       | Paulina Biranowska                       | 6 sierpnia 1985(dts)                     | 170                                      | libero                                   |
| 12                                       | Monika Gorzewska                         | 6 marca 1987(dts)                        | 187                                      | środkowa                                 |
| 13                                       | Elena Nowgorodczenko                     | 5 lutego 1988(dts)                       | 179                                      | rozgrywająca                             |
| 14                                       | Katarzyna Nadziałek                      | 10 września 1988(dts)                    | 181                                      | rozgrywająca                             |
| 17                                       | Kinga Hatala                             | 16 lipca 1989(dts)                       | 189                                      | atakująca                                |
| 19                                       | Joanna Sobczak                           | 25 grudnia 1990(dts)                     | 180                                      | przyjmująca                              |

### Sezon 2017/2018
W trakcie okna transferowego zespół wzmocniły multimedalistka Mistrzostw Polski Katarzyna Mróz, Katarzyna Połeć, Zuzanna Kucińska, Monika Kutyła, Magdalena Jurczyk oraz Mirjana Đurić-Bergendorff.
Po trzech latach Wisłę opuścił trener Mirosław Zawieracz. Jego następcami został duet młodych szkoleniowców Dominik Stanisławczyk i Jakub Krebok. Podczas rozgrywek do drużyny dołączyła Jekaterina Starikowa.
Wiślaczki zakończyły sezon na 2. pozycji zaplecza Ligi Siatkówki Kobiet. W walce o mistrzostwo 1. Ligi nie sprostały MKS Enerdze Kalisz. W rundzie zasadniczej uplasowały się na 1. lokacie z dorobkiem 20 zwycięstw i 2 przegranych.
W rozgrywkach o Puchar Polski warszawianki dotarły do V. rundy dzięki zwycięstwom nad AZS-AWF Warszawa, MKS Polonią Świdnica, Eneą Energetykiem Poznań oraz MKS Dąbrową Górniczą. Po porażce z KS DevelopResem Rzeszów, Wisła odpadła z dalszej rywalizacji.
| Skład Wisły Warszawa w sezonie 2017/2018 | Skład Wisły Warszawa w sezonie 2017/2018 | Skład Wisły Warszawa w sezonie 2017/2018 | Skład Wisły Warszawa w sezonie 2017/2018 | Skład Wisły Warszawa w sezonie 2017/2018 |
| Numer                                    | Imię i nazwisko                          | Data urodzenia                           | Wzrost                                   | Pozycja                                  |
| ---------------------------------------- | ---------------------------------------- | ---------------------------------------- | ---------------------------------------- | ---------------------------------------- |
| 1                                        | Marta Wellna                             | 4 lipca 1988(dts)                        | 178                                      | przyjmująca                              |
| 2                                        | Magdalena Jurczyk                        | 28 października 1995(dts)                | 185                                      | środkowa                                 |
| 3                                        | Katarzyna Marcyniuk                      | 25 lipca 1995(dts)                       | 182                                      | przyjmująca                              |
| 7                                        | Katarzyna Mróz                           | 19 lutego 1981(dts)                      | 196                                      | środkowa                                 |
| 8                                        | Magdalena Saad                           | 14 maja 1985(dts)                        | 168                                      | libero                                   |
| 9                                        | Karolina Ciaszkiewicz-Lach               | 7 września 1979(dts)                     | 184                                      | przyjmująca                              |
| 10                                       | Katarzyna Połeć                          | 13 lutego 1989(dts)                      | 191                                      | środkowa                                 |
| 11                                       | Paulina Biranowska                       | 6 sierpnia 1985(dts)                     | 170                                      | libero                                   |
| 13                                       | Elena Nowgorodczenko                     | 5 lutego 1988(dts)                       | 179                                      | rozgrywająca                             |
| 14                                       | Katarzyna Nadziałek                      | 10 września 1988(dts)                    | 181                                      | rozgrywająca                             |
| 15                                       | Monika Kutyła                            | 17 kwietnia 1993(dts)                    | 182                                      | atakująca                                |
| 16                                       | Zuzanna Kucińska                         | 9 grudnia 1994(dts)                      | 174                                      | libero                                   |
| 18                                       | Jekaterina Starikowa                     | 26 marca 1985(dts)                       | 183                                      | przyjmująca                              |
| 19                                       | Joanna Sobczak                           | 25 grudnia 1990(dts)                     | 180                                      | przyjmująca                              |
| 20                                       | Mirjana Đurić-Bergendorff                | 14 lutego 1986(dts)                      | 185                                      | atakująca                                |

## Bilans sezon po sezonie
| Sezon     | Liga                  | Miejsce | Mecze | Z-P   | Puchary, uwagi                                                                                               |
| --------- | --------------------- | ------- | ----- | ----- | --- |
| 2014/2015 | II liga               | 1.      | 21    | 21-0  | awans do I ligi; 1. miejsce w rundzie zasadniczej; wygrane turnieje półfinałowe i finałowe o awans do I ligi |
| 2015/2016 | I liga                | 3.      | 31    | 21-10 | 3. miejsce w rundzie zasadniczej; porażka w fazie półfinałowej, V. runda Pucharu Polski                      |
| 2016/2017 | I liga                | 1.      | 35    | 30-5  | 1. miejsce w rundzie zasadniczej; porażka w barażu o miejsce w Orlen Lidze, ćwierćfinał Pucharu Polski       |
| 2017/2018 | I liga                | 2.      | 36    | 30-6  | 1. miejsce w rundzie zasadniczej; porażka w fazie finałowej, V. runda Pucharu Polski                         |
| 2018/2019 | I liga                | 2.      |       |       | awans do Ligi Siatkówki Kobiet                                                                               |
| 2019/2020 | Liga Siatkówki Kobiet | 12.     | 22    | 0-22  | spadek z Ligi Siatkówki Kobiet                                                                               |

Poziom rozgrywek:
     pierwszy, najwyższy ogólnokrajowy
     drugi
     trzeci

## Osiągnięcia
- Mistrzostwa II ligi:
  -  1. miejsce: 2015
- Mistrzostwa I ligi:
  -  1. miejsce: 2017
  -  2. miejsce: 2018, 2019[48]
  -  3. miejsce: 2016

## Skład zespołu

### Zawodniczki
| Numer | Imię i nazwisko      | Data urodzenia        | Narodowość | Wzrost | W klubie od | Pozycja      |
| ----- | -------------------- | --------------------- | ---------- | ------ | ----------- | ------------ |
| 1     | Adriana Adamek       | 23 września 1998(dts) | Polska     | 178    | 2019        | libero       |
| 3     | Katarzyna Marcyniuk  | 25 lipca 1995(dts)    | Polska     | 182    | 2016        | przyjmująca  |
| 5     | Nikolle Correa       | 13 lutego 1985(dts)   | Brazylia   | 184    | 2019        | przyjmująca  |
| 6     | Agnieszka Banasiak   | 4 września 1996(dts)  | Polska     | 184    | 2018        | środkowa     |
| 7     | Katarzyna Urbanowicz | 20 marca 1996(dts)    | Polska     | 181    | 2019        | środkowa     |
| 8     | Ewelina Mikołajewska | 20 czerwca 1992(dts)  | Polska     | 182    | 2018        | przyjmująca  |
| 9     | Aleksandra Szymańska | 2 czerwca 1991(dts)   | Polska     | 190    | 2019        | środkowa     |
| 10    | Katarzyna Połeć      | 13 lutego 1989(dts)   | Polska     | 191    | 2017        | środkowa     |
| 11    | Joyce Silva          | 13 czerwca 1984(dts)  | Brazylia   | 190    | 2019        | atakująca    |
| 13    | Ołena Nowhorodczenko | 5 lutego 1988(dts)    | Ukraina    | 179    | 2015        | rozgrywająca |
| 14    | Katarzyna Olczyk     | 10 września 1988(dts) | Polska     | 181    | 2019        | rozgrywająca |
| 16    | Aleksandra Lipska    | 25 lutego 1998(dts)   | Polska     | 184    | 2019        | przyjmująca  |

 – kapitan drużyny.

### Sztab szkoleniowy
| Funkcja          | Imię i nazwisko    |
| ---------------- | ------------------ |
| Trener           | Dejan Desnica      |
| Asystent trenera | Joanna Mirek       |
| Fizjoterapeuta   | Łukasz Dworakowski |
| Statystyk        | Jakub Kulikowski   |

## Transfery
| Przychodzą                                                          | Odchodzą                                                    |
| Sezon 2018/2019                                                     | Sezon 2018/2019                                             |
| ------------------------------------------------------------------- | ----------------------------------------------------------- |
| trener Piotr Chilko – Reprezentacja Białorusi                       | trener Dominik Stanisławczyk – PWSZ Karpaty Krosno          |
| Agnieszka Banasiak – BlueSoft Mazovia Warszawa                      | Mirjana Đurić-Bergendorff –                                 |
| Katarzyna Wawrzyniak – Energa MKS Kalisz                            | Marta Wellna – BKS Profi Credit Bielsko-Biała               |
| Ewelina Mikołajewska – Legionovia Legionowo                         | Paulina Biranowska – Krótka Mysiadło                        |
| Jowita Jaroszewicz – Trefl Proxima Kraków                           | Karolina Ciaszkiewicz-Lach – koniec kariery                 |
| Żaneta Baran – Enea PTPS Piła                                       | Katarzyna Mróz – koniec kariery                             |
| Alicja Markiewicz – AZS KSZO Ostrowiec Świętokrzyski                | Magdalena Saad – MKS SAN-Pajda Jarosław                     |
| Anna Gawęcka – NOSiR Nowy Dwór Mazowiecki                           | Joanna Sobczak – Grupa Azoty PWSZ Jedynka Tarnów            |
| Angelika Bulbak – Energa MKS Kalisz                                 | Magdalena Jurczyk – Grupa Azoty PWSZ Jedynka Tarnów         |
| Anna Lewandowska – Poli Budowlani Toruń                             | Katarzyna Nadziałek – AZS Politechnika Śląska Gliwice       |
| Ewa Cabajewska – Energa MKS Kalisz I trener – w trakcie sezonu      | Zuzanna Kucińska – AZS KSZO Ostrowiec Świętokrzyski         |
|                                                                     | Monika Kutyła –                                             |
|                                                                     | Mikołaj Mariaskin – – w trakcie sezonu                      |
|                                                                     | Katarzyna Wawrzyniak – Energa MKS Kalisz – w trakcie sezonu |
|                                                                     | Angelika Bulbak – – w trakcie sezonu                        |
| Sezon 2017/2018                                                     |                                                             |
| trener Dominik Stanisławczyk – PWSZ Karpaty Krosno                  | trener Mirosław Zawieracz – Poli Budowlani Toruń            |
| II trener Jakub Krebok – Chemik Police                              | Sandra Zaczkowska –                                         |
| Katarzyna Mróz – KS Developres Rzeszów                              | Daria Janowicz –                                            |
| Monika Kutyła – Grot Budowlani Łódź                                 | Anna Łozowska – Impel Wrocław                               |
| Magdalena Jurczyk – PWSZ Karpaty Krosno                             | Kinga Hatala – Trefl Proxima Kraków                         |
| Katarzyna Połeć – Legionovia Legionowo                              | Monika Gorzewska – przerwa w karierze                       |
| Zuzanna Kucińska – Enea PTPS Piła                                   | Alena Łaziuk – Ałtaj Ust-Kamienogorsk                       |
| Mirjana Đurić-Bergendorff – ŽOK Železničar Lajkovac                 |                                                             |
| Jekaterina Starikowa – Ufimoczka Ufa                                |                                                             |
| Sezon 2016/2017                                                     |                                                             |
| Karolina Ciaszkiewicz-Lach – Polski Cukier Muszynianka Enea Muszyna | Barbara Włodarczyk – AZS KU Politechnika Opolska            |
| Marta Wellna – PSPS Chemik Police                                   | Anna Sołodkowicz – NOSiR Nowy Dwór Mazowiecki               |
| Katarzyna Marcyniuk – Tomasovia Tomaszów Lubelski                   | Justyna Sachmacińska – VC Neuwied 77                        |
| Joanna Sobczak – PGNIG Nafta Piła                                   | Monika Kutyła – Budowlani Łódź                              |
| Anna Łozowska – powrót po przerwie                                  | Anna Manikowska-Wawrzyniak – koniec kariery                 |
| Kinga Hatala – Polski Cukier Muszynianka Enea Muszyna               | Marcelina Nowak – BlueSoft Mazovia Warszawa                 |
| Katarzyna Nadziałek – ŁKS Łódź                                      | Katarzyna Śmieszek – NOSiR Nowy Dwór Mazowiecki             |
| Alena Łaziuk – Prybużża Brześć                                      | Ivana Isailović – MKS Kalisz                                |
| Sezon 2015/2016                                                     |                                                             |
| Paulina Biranowska – powrót po urlopie                              | Aleksandra Goniewicz                                        |
| Barbara Włodarczyk – ŁKS Commercecon Łódź                           | Daria Pala – PLKS Pszczyna                                  |
| Anna Sołodkowicz – Zawisza Sulechów                                 | Kinga Baran                                                 |
| Monika Kutyła – Joker Mekro Świecie                                 | Joanna Pogorzelska                                          |
| Marcelina Nowak – Sparta Warszawa                                   | Olga Samul – Sokół AZS AWF Katowice                         |
| Daria Janowicz – Budowlani Toruń                                    | Marta Lach – NOSiR Nowy Dwór Mazowiecki                     |
| Ivana Isailović – powrót po urlopie                                 | Fatima Piasta – BAS Kombinat Budowlany Białystok            |
| Sandra Zaczkowska – PTPS Piła                                       | Małgorzata Gogołek                                          |
| Monika Naczk – powrót po urlopie                                    | Agata Karczmarzewska-Pura                                   |
| Elena Nowgorodczenko – CS Știința Bacău                             |                                                             |
| Justyna Sachmacińska – NOSiR Nowy Dwór Mazowiecki                   |                                                             |
| Sezon 2014/2015                                                     |                                                             |
| Mirosław Zawieracz (trener) – BKS Aluprof Bielsko-Biała             | Sashalee Wallen                                             |
| Magdalena Saad – Legionovia Legionowo                               |                                                             |
| Małgorzata Gogołek – powrót po przerwie                             |                                                             |
| Marta Lach – NOSiR Nowy Dwór Mazowiecki                             |                                                             |
| Daria Pala – KŚ AZS Politechnika Śląska Gliwice                     |                                                             |
| Katarzyna Śmieszek – Joker Mekro Świecie                            |                                                             |
| Anna Manikowska – KS Murowana Goślina                               |                                                             |
| Fatima Piasta – KŚ AZS Politechnika Śląska Gliwice                  |                                                             |
| Agata Karczmarzewska-Pura – KS Pałac Bydgoszcz                      |                                                             |
| Joanna Pogorzelska – Sparta Warszawa                                |                                                             |
| Olga Samul – KŚ AZS Politechnika Śląska Gliwice                     |                                                             |
| Sashalee Wallen – Bethel University                                 |                                                             |
| Aleksandra Kruk – AEK Ateny                                         |                                                             |
| Kinga Baran – Prestige Apollon Limassol                             |                                                             |